# Arão Noé da Costa Amaral
Arão Noé de Jesus da Costa Amaral (Fahinehan, 7 de junho de 1955) é um político timorense e atualmente membro do Parlamento Nacional. 

## Carreira

### Primeiros anos na política
Amaral frequentou a escola até a 4ª série. Entre 1993 e 2007 foi repórter e escreveu para o Timor Post, entre outros jornais da véspera de independência e posterior a esta. 
Amaral é membro do parlamento nacional de Timor-Leste desde 2001. Até 2007 foi membro da FRETILIN.  2007 e 2012, Amaral voltou a ocupar o parlamento com o novo partido no poder, o CNRT. No partido, era vice-coordenador da Região II. Em  2017, Amaral subiu a 5 de setembro como deputado por Xanana Gusmão, depois de perder por pouco o retorno à lista nas eleições de 2017 em número 25. Amaral foi eleito líder do grupo. Foi também membro da Comissão de Assuntos Constitucionais, Justiça, Administração Pública, Jurisprudência Local e Anticorrupção (Comissão A).

### Presidente do Parlamento
Após a dissolução do parlamento, Amaral assumiu o 5º lugar nas novas eleições de 12 de maio de 2018 na Aliança para Mudança e Progresso (AMP), a que também pertence o CNRT, e regressou ao parlamento.  Em 13 de junho, Amaral foi eleito o novo Presidente do Parlamento. Com 36 votos, ele recebeu dois votos a mais do que a AMP no parlamento. 
Em 5 de maio de 2020, a FRETILIN, PLP e KHUNTO apresentaram uma moção para destituir o Presidium do Parlamento. Houve "uma grande preocupação relacionada com o trabalho do Parlamento e dos Amarais". Ele tinha preferido os interesses do CNRT e boicotou o parlamento nos seus trabalhos, por exemplo com o atraso na decisão sobre a extensão do estado de emergência devido à pandemia da COVID-19 em Timor-Leste. Embora o Regimento do Parlamento estipule que um pedido de destituição deve ser votado no prazo de cinco dias, Amaral recusou-se a marcar uma data para tal. Amaral referiu que o pedido de destituição está a ser examinado e referiu que na última legislatura o processo de destituição contra o então Presidente da Assembleia da República , Aniceto Guterres Lopes, foi adiado pela FRETILIN por mais de seis meses. O pedido de 4 de dezembro de 2017 foi apresentado pelo CNRT, PLP e KHUNTO. 
A vice-presidente Maria Angelina Lopes Sarmento (PLP) rompeu o bloqueio com a convocação da reunião, que Amaral qualificou de violação das regras de procedimento. Após dois dias turbulentos de reuniões, a maioria dos deputados da FRETILIN, PLP e KHUNTO Amaral depuseram a 19 de Maio e reelegeram o seu antecessor Aniceto Guterres Lopes como Presidente do Parlamento. Amaral intentou uma ação judicial contra todo o processo no Tribunal de Recurso de Timor-Leste , mas desocupou o cargo e deu a Guterres Lopes a viatura da sua empresa. 